# أوسكار بلوخ (لاعب كرة قدم)
أوسكار بلوخ (بالدنماركية: Oskar Bloch)‏ هو لاعب كرة قدم دنماركي، ولد في 20 أكتوبر 2000 في روسكيلدا في الدنمارك.